# Autobahnmoräne
Autobahnmoräne är en kulle i Antarktis. Den ligger i Östantarktis. Nya Zeeland gör anspråk på området. Toppen på Autobahnmoräne är 86 meter över havet.
Terrängen runt Autobahnmoräne är platt åt sydväst, men åt nordost är den bergig. Trakten är obefolkad. Det finns inga samhällen i närheten.